# Río Virilla
El río Virilla es un río de Costa Rica perteneciente a la Vertiente del Pacífico de este país. Nace en la Cordillera Volcánica Central y vierte sus aguas en el río Grande de Tárcoles, que desemboca en el océano Pacífico. La cuenca del río Virilla se encuentra ubicada en el Valle Central de Costa Rica, limita al oeste con la división de aguas entre los ríos Grande y Ciruelas, al noreste con la Cordillera Volcánica Central, al sureste con el Alto de Ochomogo y Cerros de la Carpintera, y al sur con los Cerros de Escazú. Es una de las cuencas más importantes de Costa Rica dado que alberga las principales poblaciones del país. Debido a esto, drena la mayoría de las aguas residuales del Gran Área Metropolitana, por lo que también es el río más contaminado de Costa Rica.

## Curso
El Virilla nace en la Cordillera Volcánica Central y presenta un curso noreste - suroeste. Cuenta con numerosos afluentes y subafluentes, entre los que pueden mencionarse los ríos Tiribí (al que vierten sus aguas los ríos María Aguilar y Torres, los principales del cantón central de San José), Pacacua, Jaris, Picagres, Pico Blanco, Bermúdez, Cañas, Oro, Durazno, Porrosatí, Jorco y Lajas, todos los cuales drenan la sección occidental del Valle Central. Tras unirse al río San Ramón, forma el río Grande de Tárcoles, que desagua en el océano Pacífico.

## Hidrología
La cuenca del río Virilla se encuentra en el Valle Central Occidental. Gran parte de ella corresponde al relleno volcánico de este valle, por lo que el suelo irrigado por este río es muy fértil, lo que permitió el cultivo del café. El relieve de la cuenca es muy plano, con algunas partes onduladas y escarpadas en las secciones cercanas a los volcanes Irazú y Barva, y en las estribaciones de la cordillera de Talamanca, donde la cuenca es más quebrada.

## Ecología
La vegetación natural de la cuenca corresponde al bosque húmedo premontano, caracterizado por una alta diversidad de especies vegetales. Sin embargo, el crecimiento urbano en esta región —la más densamente poblada y desarrollada del país— ha provocado una significativa pérdida de cobertura boscosa. La deforestación, principalmente de carácter secundario y asociada a la actividad humana, ha contribuido a la degradación de esta riqueza natural.

## Historia
En la época precolombina, la cuenca del río Virilla estuvo habitada por poblaciones aborígenes huetares. A la llegada de los españoles en el siglo XVI, el curso del Virilla era límite natural entre los reinos huetares de Garabito y El Guarco, y es probable que el río y sus afluentes fueran utilizados como vías fluviales de comunicación por los indígenas.
En la cuenca del Virilla se desarrollaron las principales poblaciones del Valle Central, siendo las principales San José, Alajuela y Heredia. Durante la época colonial, la fertilidad del suelo irrigado por este río y sus afluentes permitió el auge del cultivo del tabaco primeramente, y después del café, principal motor del comercio y el desarrollo del país durante los siglos XIX y XX.
El 28 de octubre de 1835, en la ribera de este río se dio lugar la decisiva batalla del río Virilla, que permitió la victoria de las tropas de la ciudad de San José sobre las de Heredia, Alajuela y Cartago, en el marco de la Guerra de la Liga, que consolidó a la primera ciudad como capital del país.
El desarrollo urbanístico de esta cuenca da lugar al Gran Área Metropolitana, donde en la actualidad vive y trabaja la mayoría de la población del país. La cuenca y el curso del río se hallan cruzadas por importantes carreteras y puentes, como la autopista General Cañas, que comunica San José con las poblaciones del occidente del Valle Central, y la ruta 27, que enlaza el Valle Central con el Pacífico Central del país.
Uno de los hechos tristemente célebres de este río fue un importante accidente ferroviario ocurrido el 14 de marzo de 1926, cuando murieron 385 personas al descarrilar tres vagones cuando cruzaban un puente sobre el cañón del río Virilla, a 3,8 km al nornoroeste del centro de la ciudad de San José, en la peor tragedia ferroviaria de la historia del país.